# 宜秀区
宜秀区是中國安徽省安庆市的一个市辖区。原名郊区，区域总面积为445平方公里，总人口約20万人。其中，非农人口10.1万人。

## 行政区划
宜秀区下辖2个街道办事处、3个镇、2个乡：
大桥街道、菱北街道、大龙山镇、杨桥镇、罗岭镇、白泽湖乡和五横乡。

## 人口
根據第七次人口普查數據，截至2020年11月1日零時，宜秀區常住人口為196672人。

## 国家湿地公园
- 菜子湖国家湿地公园